# آي أو إس 13
آي أو إس 13 (بالإنجليزية: iOS 13)‏ هو الإصدار الرئيسي الثالث عشر لنظام تشغيل الأجهزة المحمولة التي تعمل بنظام iOS والتي طورتها شركة ابل، والذي يعتبر ترقية لـ نظام iOS 12 . تمتم الكشف عنه في مؤتمر المطورين العالميين للشركة في 3 يونيو 2019، ومن المقرر إصداره في سبتمبر 2019.

## التاريخ

### مقدمة والإصدار الأولي
تم تقديم IOS 13 و iPadOS 13 من قبل مدير هندسة البرمجيات كريج فيدريي في مؤتمر أبل للمطورين العالميين في 3 يونيو 2019. وتوفر الإصدار التجريبي الأول للمطورين المسجلين بعد انتهاء الكلمة الرئيسية للمؤتمر. النسخة التجريبية الثانية متاحة للمطورين المسجلين في 18 يونيو 2019 وأصدرت النسخة التجريبية العامة الأولى في 24 يونيو 2019. من المتوقع إتاحة الإصدارات الرسمية من iOS 13 و iPadOS 13 في خريف عام 2019.

## ميزات النظام

### الخصوصية
يغير نظام iOS 13 معالجة بيانات الموقع. عندما يطلب أحد التطبيقات الوصول إلى الموقع، يختار المستخدم ما إذا كان سيتم منح حق الوصول متى ما استخدم التطبيق أم مرة واحدة فقط. سيتلقى المستخدم مطالبات مماثلة للوصول إلى موقع في الخلفية، وايضا عندما يطلب أحد التطبيقات الوصول إلى Bluetooth أو Wi-Fi.
في أغسطس 2019، تم نشر تقارير عن تقييد PushKit API لـ VoIP لاستخدام الاتصال الهاتفي عبر الإنترنت أنه ابتداءً من أبريل 2020، مما يؤدي إلى إغلاق «ثغرة» تم استخدامها من قبل تطبيقات أخرى لجمع بيانات الخلفية.

### واجهة المستخدم
يسمح الوضع الداكن على مستوى النظام للمستخدمين بتمكين نظام غامقة لواجهة مستخدم iOS و iPadOS بأكملها، وجميع التطبيقات الأصلية (تطبيقات ابل)، وتطبيقات الطرف الثالث المدعومة. يمكن تشغيله يدويًا أو ضبطه للتبديل تلقائيًا بين أوضاع الضوء والظلام استنادًا إلى وقت اليوم.
يقدم نظام التشغيل iOS 13 تصميماً جديداً لمؤشر مستوى الصوت حيث يظهر على الجانب الأيسر من الشاشة ويسمح للمستخدم بضبط مستوى الصوت عن طريق تحريك إصبع على المؤشر. في الإصدارات السابقة كان المؤشر في وسط الشاشة ولا يمكن تحريكه.

### سيري
يستخدم سيري صوتًا تم إنشاؤه بواسطة برنامج يدعى "Neural TTS"، ويهدف إلى تكوين صوت أكثر طبيعية من الإصدار السابق الذي يستخدم مقاطع من الأصوات البشرية. سيري سيصبح أيضًا أكثر وظيفية وسيتم توفير تحكم صوتي جديد. تطبيق Siri Shortcuts سيدمج ويثبت افتراضيًا. سيري سيستخدم HomePods أيضًا للتعرف على أصوات مختلف الأشخاص والتعرف عليهم. سيكون من الممكن أيضًا لـ Siri قراءة الرسائل بصوت عالٍ.

### لوحة المفاتيح
تتميز لوحة المفاتيح الافتراضية QuickType الآن بـ QuickPath ، مما يسمح للمستخدم بتمرير إصبعه عبر لوحة المفاتيح لإكمال الكلمات والعبارات. كانت هذه الوظيفة متاحة سابقًا حصريًا عبر تطبيقات لوحة المفاتيح الخارجية مثل SwiftKey أو Gboard . تم تضمين ملصقات رموز تعبيرية على لوحة المفاتيح رموز تعبيرية ويمكن استخدامها أينما كان رمز تعبيري منتظم.

### تسجيل الدخول باستخدام حساب آبل
يسمح تطبيق تسجيل دخول واحد جديد يسمى «تسجيل الدخول باستخدام Apple» للمستخدمين بإنشاء حسابات مع خدمات تابعة لجهة خارجية مع قدر ضئيل من المعلومات. يمكن للمستخدمين إنشاء عنوان بريد إلكتروني يمكن التخلص منه لكل موقع، وتحسين الخصوصية وإخفاء الهوية، وتقليل كمية المعلومات التي يمكن أن ترتبط بعنوان بريد إلكتروني واحد. يجب أن تدعم جميع تطبيقات iOS التي تدعم طرق تسجيل دخول الجهات الخارجية، مثل Facebook و Google ، نظام «تسجيل الدخول باستخدام Apple»،  وتوصي إرشادات الواجهة البشرية لـ iOS بأن يضع المطورون «تسجيل الدخول باستخدام Apple» الخيار فوق طرق تسجيل الدخول الأخرى.

## الأجهزة المدعومة
| - آي فون 6 إس - آي فون 6 إس بلس - آي فون إس إي - آي فون 7 - آي فون 7 - آي فون 8 - آي فون 8 - آي فون X - آي فون XS - آي فون XS - آي فون XR | - آي بود تاتش (الجيل السابع) |

## وصلات خارجية
- الموقع الرسمي